# 寿賀弘都
寿賀 弘都（すが ひろと、2005年6月16日 - ）は、香川県高松市出身のプロ野球選手（投手・育成選手）。オリックス・バファローズ所属。

## 経歴

### プロ入り前
小学校2年生のときに香西汐風クラブで野球を始め、高松市立勝賀中学校では硬式野球の高松リトルシニアに所属していた。
英明高校に進学すると、1年秋から背番号12でベンチ入りし、投手としては2年時から公式戦に登板。背番号11で迎えた2年夏は県大会決勝で高松商業に敗れた。新チームでは背番号8を付け、全公式戦で4番に座った。2年秋は四国大会決勝で高松商業を破り、チーム8年ぶり2度目の明治神宮大会に出場すると、山梨学院との初戦に勝利し、同大会初白星を飾った。3年春にはチーム5年ぶり3度目となるセンバツに出場すると、智辯和歌山との初戦に勝利し、同大会初白星を飾った。続く作新学院との3回戦で公式戦初先発となり、6回まで3安打に抑えたが、8回途中97球で交代し、チームは8-9で敗れた。3年夏はチーム12年ぶり3度目となる甲子園に出場したものの、智辯学園との初戦で延長10回タイブレークの末に敗れた。
2023年10月26日に開催されたドラフト会議にて、オリックス・バファローズから投手として育成1位指名を受けた。11月13日に支度金300万円・年俸240万円（金額はいずれも推定）で仮契約を結んだ。背番号は041。

### オリックス時代
2024年5月30日のウエスタン・リーグの中日ドラゴンズ戦で4番手として実戦初登板。先頭を四球で歩かせた後、3連続長短打で2失点を喫し、その後は四球、空振り三振としたところで降板を告げられ、1死しか取れず、3安打2四球で自責点3、防御率81.00と散々な結果に終わった。以降は3試合に登板していずれも1回を無失点に抑え、防御率を8.10にまで改善させた。

## 選手としての特徴
最速145km/hのストレートと鋭く曲がるスライダーが武器。変化球は他にカーブ・チェンジアップを投じ、緩急も使える。
英明高校時代はセンターとピッチャーの二刀流であり、打者としては高校生離れした高いミート力を誇っていた。

## 詳細情報

### 背番号
- 041（2024年[14] - ）